# Alunda
Alunda – miejscowość (tätort) w Szwecji, w regionie administracyjnym (län) Uppsala, w gminie Östhammar.
Według danych Szwedzkiego Urzędu Statystycznego liczba ludności wyniosła: 2506 (31 grudnia 2015), 2629 (31 grudnia 2018) i 2652 (31 grudnia 2019).